# نئوپرین

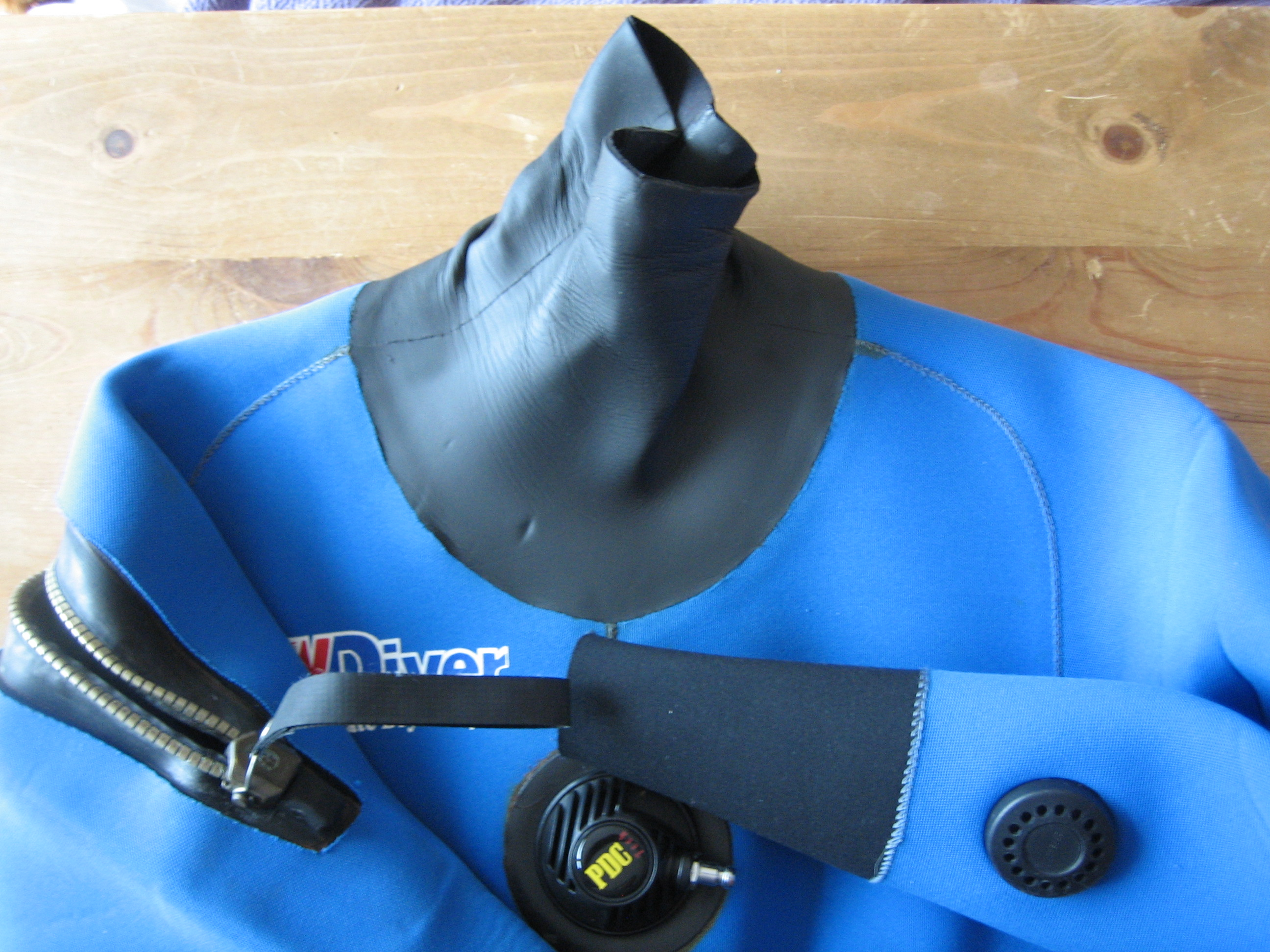
نمونه پارچه نئوپرن به عنوان عایق

نئوپرن یا polychloroprene یک خانواده از لاستیک مصنوعی است که تولید شده توسط پلیمریزاسیون chloroprene. نئوپرن نمایشگاه پایداری خوب شیمیایی و حفظ انعطاف‌پذیری بیش از یک طیف دمایی گسترده است. نئوپرن فروخته شده‌است یا به عنوان جامد لاستیک یا در، فرم، و در طیف گسترده‌ای از برنامه‌های کاربردی مانند لپ‌تاپ آستین ارتوپدی پرانتز (مچ دست و زانو و غیره), الکتریکی عایقهای مایع و ورق اعمال می‌شود الاستومری غشاء یا flashings و خودرو فن کمربند.

## تاریخچه
نئوپرن در ۱۷ آوریل سال ۱۹۳۰ توسط دانشمندان دوپانت اختراع شد. این اتفاق بعد از حضور المر بولتون از دوپونت در سخنرانی ژولیوس آرتور نیوولند (یک استاد شیمی در دانشگاه نوتردام) اتفاق افتاد. تحقیقات نیوولند با تمرکز بر شیمی استیلن و در طول این دوره از کار خود او دی ونیل استیلن را تولید کرد، ژله‌ای که شرکت را به یک ترکیب الاستیک شبیه به لاستیک می‌رساند زمانیکه از روی سولفور دی کلراید می‌گذشت. پس از آنکه دوپانت حق ثبت اختراع را از دانشگاه خریداری کرد، والاس کاروترز به توسعه تجاری این ماده با همکاری نیوولند اقدام کرد. آرنولد کالینز از دوپونت هم بر روی مونو ونیل استیلن و واکنش این ماده با گاز هیدروژن کلرید که کلروپرن را تولید می‌کند تمرکز کرد.

## کاربرد نئوپرن به عنوان تکیه گاه الاستومری در پل ها
کاربرد تکیه گاه‌های الاستومری ( نئوپرن )  در پلها از حدود سال 1950 آغاز گریده و تا اکنون دارای سابقه عملکرد بسیار خوبی بوده و امروزه به عنوان پر مصرف‌ترین تکیه گاه پل مطرح میباشند.
تکیه گاه الاستومری اِلمانی است که بین دو جزء از سازه قرار داده میشود (برای مثال بین پایه پل و عرشه در پل ها) که باعث کاهش نوسان سازه فوقانی شده و میزان حرکت ناشی از زلزله را نیز کاهش میدهد. 
نئوپرن‌ها را در دو نوع نئوپرن طبیعی ( تولید شده از کائوچو) و نئوپرن مصنوعی ( تولید شده از کلروپن ) دسته بندی می نماید. نئوپرن به صورت ساده که فقط از الاستومر ساده تشکیل شده و یا مسلح که شامل لایه های متناوب الاستومر به علاوه فولاد میباشد به دلیل انعطاف‌پذیری برشی مناسب،  به صورت گسترهای به عنوان جداساز لرزهای مورد استفاده قرار میگیرد، بدین ترتیب که در پلها در اثر جابجایی عرشه، نیروی برشی کمی را بر پایه‌ها (ستون ها) انتقال میدهد و در ساختمانها نیز در اثر جابجایی فونداسیون نیروی برشی کمی به اسکلت انتقال میدهد. لاستیک های استفاده شده در این  لرزه گیرها، لاستیک طبیعی(NR) و یا الاستومر مصنوعی (CR) است. نئوپرن به عنوان محصولی ایده آل برای کم کردن و انتقال نیروی وارده که در اثر ترافیک و ارتعاش و انبساط و انقباض حرارتی  بر روی پلها و سایر سیستم‌های مهندسی وارد میشود استفاده میگردد.